# SN 1978B
SN 1978B – supernowa typu II odkryta 3 lipca 1978 roku w galaktyce M+10-16-117. W momencie odkrycia miała maksymalną jasność 14,00m.